# Щепановский, Адам Михайлович
Адам Михайлович Щепановский (1938—2010) — украинский советский работник сельского хозяйства, Герой Социалистического Труда. Академик академии аграрных наук Украины.

## Биография
Родился 1 января 1938 года в селе Подпилипье.
В 1965 году закончил Каменец-Подольский сельскохозяйственный институт (ныне Подольский государственный аграрно-технический университет).
Работал в Борщевском районном управлении сельского хозяйства. С 1971 года — председатель колхоза «Знамя Ленина» в селе Волковцы Борщевского района. Здесь Щепановский организовал завод по розливу минеральной воды, стеклозавод, животноводческие комплексы, масло- и консервный завод. Позже колхоз был преобразован в агрофирму «Виктория», в которую входило несколько сёл.
А. М. Щепановский занимался благотворительной деятельностью, финансово помогая учебным и медицинским учреждениям, больным и старым людям.
Был народным депутатом СССР от колхозов, объединяемых Союзным советом колхозов; членом КПСС.
Умер 27 июня 2010 года.

## Награды
- Герой Социалистического Труда (1991).[2]
- Награждён орденом Ленина и медалями СССР.